# FIVB Beach Volleyball World Tour 2020
FIVB Beach Volleyball World Tour 2020 var den 32:a upplagan av den professionella tävlingsserien, som arrangeras av FIVB. Den pågick oktober 2019 till september 2020. Antalet tävlingar var betydligt färre än vanligt p.g.a. Covid-19-pandemin. Därför utsågs inte heller några slutsegrare.

## Spelkalender
Legend
| World Tour Finals                 |
| 5-stjärneturnering / Major Series |
| 4-stjärneturnering                |
| 3-stjärneturnering                |
| 2-stjärneturnering                |
| 1-stjärneturnering                |

### Herrar
| Turnering                                                                              | Mästare                                                                    | Tvåa                                                | Trea                                                                    | Fyra                                               |
| -------------------------------------------------------------------------------------- | -------------------------------------------------------------------------- | --------------------------------------------------- | ----------------------------------------------------------------------- | -------------------------------------------------- |
| Bandar Torkaman Open Bandar Torkaman, Iran US$5 000 1–4 oktober 2019                   | Nuttanon Inkiew (THA) · Sedtawat Padsawud (THA) · 17–21, 21–17, 14–12 ret. | Alireza Aghajani (IRI) · Javad Firouzpour (IRI)     | Bahman Salemi (IRI) · Arash Vakili (IRI) · 21–17, 21–16                 | Takashi Tsuchiya (JPN) · Hitoshi Murakami (JPN)    |
| Qinzhou Open Qinzhou, Kina US$75 000 29 oktober–3 november 2019                        | Adrian Heidrich (SUI) · Mirco Gerson (SUI) · 21–13, 21–16                  | Martin Ermacora (AUT) · Moritz Pristauz (AUT)       | Valeriy Samoday (RUS) · Igor Velichko (RUS) · 16–21, 22–20, 15–8        | Ruslan Bykanov (RUS) · Alexander Likholetov (RUS)  |
| Tel Aviv Open Tel Aviv, Israel US$5 000 6–9 november 2019                              | Samuele Cottafava (ITA) · Jakob Windisch (ITA) · 21–12, 21–17              | Martin Hansen (DEN) · Daniel Thomsen (DEN)          | Sergey Prokopyev (RUS) · Aleksandr Kramarenko (RUS) · w/o               | Sean Faiga (ISR) · Netanel Ohana (ISR)             |
| Aspire Beach Volleyball Cup Doha Doha, Qatar US$5 000 12–15 november 2019              | Jędrzej Brożyniak (POL) · Piotr Janiak (POL) · 18–21, 21–15, 15–12         | Petr Bakhnar (RUS) · Yury Bogatov (RUS)             | David Åhman (SWE) · Jonatan Hellvig (SWE) · 22–24, 21–12, 18–16         | Nouh Al-Jalbubi (OMA) · Mazin Al-Hashmi (OMA)      |
| Chetumal Open Chetumal, Mexiko US$150 000 13–17 november 2019                          | Taylor Crabb (USA) · Jake Gibb (USA) · 21–16, 16–21, 15–12                 | Alexander Brouwer (NED) · Robert Meeuwsen (NED)     | Trevor Crabb (USA) · Tri Bourne (USA) · 21–16, 21–12                    | Alexander Walkenhorst (GER) · Sven Winter (GER)    |
| Dargahan Cup Qeshm Island Dargahan, Iran US$5 000 7–10 januari 2020                    | Alireza Aghajani (IRI) · Javad Firouzpour (IRI) · 21–17, 21–15             | Bahman Salemi (IRI) · Arash Vakili (IRI)            | Rahman Raoufi (IRI) · Abolhamed Mirzaali (IRI) · 21–15, 21–18           | Benlouaer Ziad (QAT) · Saifeddine Elmajid (QAT)    |
| VolleyFest Cook Islands Avarua, Cook Islands US$5 000 14–17 januari 2020               | Griffin Muller (NZL) · Sam O'Dea (NZL) · 21–14, 20–22, 15–7                | Christopher Austin (USA) · Earl Schultz (USA)       | Adam Roberts (USA) · Travis Mewhirter (USA) · 21–18, 22–20              | Takashi Tsuchiya (JPN) · Hitoshi Murakami (JPN)    |
| Anchor Beach Volleyball Carnival Phnom Penh, Kambodja US$25 000 20–23 februari 2020    | Christopher McHugh (AUS) · Damien Schumann (AUS) · 21–16, 30–28            | Christoph Dressler (AUT) · Alexander Huber (AUT)    | Robin Sowa (GER) · Lukas Pfretzschner (GER) · 21–18, 17–21, 24–22       | Florian Schnetzer (AUT) · Laurenz Leitner (AUT)    |
| Katara Beach Volleyball Cup Doha, Qatar US$150 000 1–13 mars 2020                      | Michał Bryl (POL) · Grzegorz Fijałek (POL) · 16–21, 21–19, 15–11           | Josué Gaxiola (MEX) · José Luis Rubio (MEX)         | Paolo Nicolai (ITA) · Daniele Lupo (ITA) · 21–19, 21–17                 | Evandro Oliveira (BRA) · Bruno Oscar Schmidt (BRA) |
| Langkawi Open Langkawi, Malaysia US$5 000 12–15 mars 2020                              | Jędrzej Brożyniak (POL) · Piotr Janiak (POL) · 21–19, 14–21, 15–8          | Martin Johansson (SWE) · Alexander Annerstedt (SWE) | Wang Chin-ju (TWN) · Hsieh Ya-jen (TWN) · 21–16, 21–18                  | Dunwinit Kaewsai (THA) · Prathip Sukto (THA)       |
| Star-1 Ljubljana presented by HSE Ljubljana, Slovenien US$5 000 30 juli–2 augusti 2020 | Tiziano Andreatta (ITA) · Andrea Abbiati (ITA) · 21–18, 15–21, 15–11       | Clemens Doppler (AUT) · Alexander Horst (AUT)       | Christoph Dressler (AUT) · Alexander Huber (AUT) · 22–24, 21–10, 15–8   | Tadej Boženk (SLO) · Vid Jakopin (SLO)             |
| Baden Open presented by Sport.Land.Nö Baden, Österrike US$5 000 19–23 augusti 2020     | Robin Seidl (AUT) · Philipp Waller (AUT) · 21–17, 16–21, 15–11             | Adrian Heidrich (SUI) · Mirco Gerson (SUI)          | Quentin Métral (SUI) · Yves Haussener (SUI) · 25–23, 21–19              | Jan Pokeršnik (SLO) · Nejc Zemljak (SLO)           |
| World Tour 1-Star Montpellier Montpellier, Frankrike US$5 000 25–29 augusti 2020       | David Åhman (SWE) · Jonatan Hellvig (SWE) · 18–21, 21–17, 15–9             | Quincy Ayé (FRA) · Arnaud Gauthier-Rat (FRA)        | Leon Luini (NED) · Matthew Immers (NED) · 21–19, 24–22                  | Timothée Platre (FRA) · Arnaud Loiseau (FRA)       |
| World Tour 1-Star Vilnius Vilnius, Lettland US$5 000 11–13 september 2020              | Kusti Nõlvak (EST) · Mart Tiisaar (EST) · 12–21, 22–20, 15–12              | Artur Vasiljev (LTU) · Robert Juchnevic (LTU)       | Tobia marsetto (ITA) · Alberto di Silvestre (ITA) · 23–21, 19–21, 16–14 | Dimitriy Korotkov (EST) · Timo Lõhmus (EST)        |

### Damer
| Turnering                                                                              | Mästare                                                            | Tvåa                                               | Trea                                                                  | Fyra                                               |
| -------------------------------------------------------------------------------------- | ------------------------------------------------------------------ | -------------------------------------------------- | --------------------------------------------------------------------- | -------------------------------------------------- |
| Qinzhou Open Qinzhou, Kina US$75 000 29 oktober–3 november 2019                        | Karla Borger (GER) · Julia Sude (GER) · 21–16, 21–19               | Kerri Walsh Jennings (USA) · Brooke Sweat (USA)    | Wen Shuhui (CHN) · Wang Jingzhe (CHN) · 23–21, 22–24, 15–12           | Mariafe Artacho (AUS) · Taliqua Clancy (AUS)       |
| Tel Aviv Open Tel Aviv, Israel US$5 000 6–9 november 2019                              | Kaho Sakaguchi (JPN) · Reika Murakami (JPN) · 21–19, 21–16         | Simone Okholm (DEN) · Line Hansen (DEN)            | Alexandra Shiryayeva (RUS) · Ekaterina Syrtseva (RUS) · 21–16, 21–19  | Eva Freiberger (AUT) · Valerie Teufl (AUT)         |
| Chetumal Open Chetumal, Mexiko US$150 000 13–17 november 2019                          | Taliqua Clancy (AUS) · Mariafe Artacho (AUS) · 15–21, 21–14, 15–12 | Wang Fan (CHN) · Xia Xinyi (CHN)                   | Madelein Meppelink (NED) · Sanne Keizer (NED) · w/o                   | Talita Antunes (BRA) · Taiana Lima (BRA)           |
| Siem Reap Open Siem Reap, Kambodja US$25 000 5–9 februari 2020                         | Lauren Fendrick (USA) · Sara Hughes (USA) · 21–13, 21–16           | Kelly Reeves (USA) · Terese Cannon (USA)           | Yurika Sakaguchi (JPN) · Chiyo Suzuki (JPN) · 21–18, 21–18            | Cecilie Olsen (DEN) · Sofia Bisgaard (DEN)         |
| Guam Beach Cup Tamuning, Guam US$5 000 5–8 mars 2020                                   | Chiyo Suzuki (JPN) · Yurika Sakaguchi (JPN) · 21–16, 21–12         | Sarah Schermerhorn (USA) · Kimberly Hildreth (USA) | Ayumi Shiratori (JPN) · Suzuka Hashimoto (JPN) · 21–15, 21–12         | Delayne Maple (USA) · Megan Kraft (USA)            |
| Langkawi Open Langkawi, Malaysia US$5 000 12–15 mars 2020                              | Kou Nai-han (TWN) · Liu Pi-hsin (TWN) · 23–21, 21–18               | Dorina Klinger (AUT) · Ronja Klinger (AUT)         | Kaho Sakaguchi (JPN) · Reika Murakami (JPN) · w/o                     | Chiyo Suzuki (JPN) · Yurika Sakaguchi (JPN)        |
| Star-1 Ljubljana presented by HSE Ljubljana, Slovenien US$5 000 30 juli–2 augusti 2020 | Clara Windeleff (DEN) · Line Trans Hansen (DEN) · 21–11, 21–10     | Cecilie Olsen (DEN) · Sofia Bisgaard (DEN)         | Sarah Cools (BEL) · Lisa van den Vonder (BEL) · 21–14, 21–19          | Varvara Brailko (LAT) · Anete Namiķe (LAT)         |
| Baden Open presented by Sport.Land.Nö Baden, Österrike US$5 000 19–23 augusti 2020     | Tanja Hüberli (SUI) · Nina Betschart (SUI) · w/o                   | Anouk Vergé-Dépré (SUI) · Joana Heidrich (SUI)     | Isabel Schneider (GER) · Victoria Bieneck (GER) · 21–16, 20–22, 15–13 | Julia Sude (GER) · Karla Borger (GER)              |
| World Tour 1-Star Vilnius Vilnius, Lettland US$5 000 11–13 september 2020              | Claudia Scampoli (ITA) · Margherita Bianchin (ITA) · 21–17, 21–11  | Marta Ozoliņa (LAT) · Luize Skrastiņa (LAT)        | María Rivas (CHI) · Chris Vorpahl (CHI) · 21–19, 21–19                | Ieva Dumbauskaitė (LTU) · Karole Virbickaitė (LTU) |

## Medaljliga efter land
| Nr                   | Nation               | Guld | Silver | Brons | Totalt |
| -------------------- | -------------------- | ---- | ------ | ----- | ------ |
| 1                    | Italien              | 3    | 0      | 2     | 5      |
| 2                    | Polen                | 3    | 0      | 0     | 3      |
| 3                    | USA                  | 2    | 4      | 2     | 8      |
| 4                    | Schweiz              | 2    | 2      | 1     | 5      |
| 5                    | Japan                | 2    | 0      | 3     | 5      |
| 6                    | Australien           | 2    | 0      | 0     | 2      |
| 7                    | Österrike            | 1    | 4      | 1     | 6      |
| 8                    | Danmark              | 1    | 3      | 0     | 4      |
| 9                    | Iran                 | 1    | 2      | 2     | 5      |
| 10                   | Sverige              | 1    | 1      | 1     | 3      |
| 11                   | Tyskland             | 1    | 0      | 2     | 3      |
| 12                   | Kinesiska Taipei     | 1    | 0      | 1     | 2      |
| 13                   | Estland              | 1    | 0      | 0     | 1      |
| 13                   | Nya Zeeland          | 1    | 0      | 0     | 1      |
| 13                   | Thailand             | 1    | 0      | 0     | 1      |
| 16                   | Ryssland             | 0    | 1      | 3     | 4      |
| 17                   | Nederländerna        | 0    | 1      | 2     | 3      |
| 18                   | Kina                 | 0    | 1      | 1     | 2      |
| 19                   | Frankrike            | 0    | 1      | 0     | 1      |
| 19                   | Lettland             | 0    | 1      | 0     | 1      |
| 19                   | Litauen              | 0    | 1      | 0     | 1      |
| 19                   | Mexiko               | 0    | 1      | 0     | 1      |
| 23                   | Belgien              | 0    | 0      | 1     | 1      |
| 23                   | Chile                | 0    | 0      | 1     | 1      |
| Totalt (24 nationer) | Totalt (24 nationer) | 23   | 23     | 23    | 69     |